# Pastoral Bible Institute
El Pastoral Bible Institute (en español Instituto Bíblico Pastoral, PBI) fue una asociación fundada por varios líderes y miembros prominentes que dejaron de apoyar a la Sociedad Watch Tower después de que Joseph Rutherford fuera elegido presidente de la Sociedad, tras la muerte de Charles Taze Russell. La Sociedad Watchtower era el brazo editorial del movimiento de Estudiantes de la Biblia, una denominación cristiana que seguía las nociones adventistas milleritas guiadas por los principios expuestos por el pastor Russell, quien fundó y dirigió el movimiento.
La primera Convención de Estudiantes de la Biblia celebrada independientemente de la Sociedad Watch Tower tuvo lugar del 26 al 29 de julio de 1918 en Asbury Park, Nueva Jersey. En noviembre de 1918, de doscientas a trescientas personas asistieron a la segunda convención en Providence, Rhode Island. Fue en esta reunión que se formó el Instituto Bíblico Pastoral (PBI) para reanudar el trabajo pastoral del pastor Russell independientemente de la Sociedad.
En diciembre de 1918 se publicó el primer número de The Herald of Christ's Kingdom. Fue editado por R. E. Streeter hasta su muerte en diciembre de 1924. Con casi un siglo de servicio, PBI funciona con una capacidad reducida y continúa publicando la revista Herald y distribuyendo literatura cristiana.